# Pristina (regio)
Pristina (Albanees: Rajoni i Prishtinës ; Servisch: Region Priština) is een van de zeven statistische regio's waarin Kosovo verdeeld is. De regio heeft een geschatte bevolking van 862.900 inwoners (gegevens van 2008).

## Gemeenten
De regio Pristina bestaat uit de volgende gemeenten:
- Prishtinë
- Gllogovc
- Fushë Kosovë
- Lipjan
- Novobërdë
- Obiliq
- Podujevë

Mitrovicë/ Mitrovica · Prishtinë/Priština · Gjilan/Gnjilane · Pejë/Peć · Gjakovë/Đakovica · Prizren/Prizren · Ferizaj/Uroševac